# Peter Finch
Pour les articles homonymes, voir Finch.
 (janvier 2016).
Si vous disposez d'ouvrages ou d'articles de référence ou si vous connaissez des sites web de qualité traitant du thème abordé ici, merci de compléter l'article en donnant les références utiles à sa vérifiabilité et en les liant à la section « Notes et références ».
Peter Finch, de son vrai nom Frederick George Peter Ingle Finch, né le 28 septembre 1916 à South Kensington, Londres, en Angleterre, et mort le 14 janvier 1977 à Beverly Hills, est un acteur austro-britanno-américain.
En 1977, il remporte l'Oscar du meilleur acteur et le Golden Globe du meilleur acteur dans un film dramatique à titre posthume pour sa prestation dans Network.

## Biographie

### Débuts
Frederick George Peter Ingle Finch est né le 28 septembre 1916 à South Kensington, près de Londres, en Angleterre.

### Famille
Peter Finch est le fils de George Ingle Finch, alpiniste renommé (compagnon de cordée de George Mallory), membre de l'Académie des sciences et membre de l'ordre de l'Empire britannique.
Élevé aux Indes britanniques, il part en Australie où il devient acteur au théâtre. Il est remarqué par Laurence Olivier qui l'invite à Londres où il joue notamment Shakespeare. Il fait ses débuts au cinéma en Australie. 

## Carrière
Il s'impose dans le rôle du shérif de Nottingham dans Robin des bois et ses joyeux compagnons en 1952. Puis il doit partager la vedette de la superproduction américaine La Piste des éléphants avec celle dont il fut un des plus fidèles chevaliers servants : Vivien Leigh. Mais celle-ci doit abandonner le tournage et est remplacée en catastrophe par la jeune Elizabeth Taylor. Il a pour partenaires, ailleurs, Alec Guinness, Errol Flynn et James Stewart. Star britannique, il peaufine son image de séducteur aux côtés des plus séduisantes actrices internationales : Audrey Hepburn, Angie Dickinson, Susan Hayward, Jane Fonda, Melina Mercouri et Romy Schneider (dans une adaptation de Marguerite Duras), Sophia Loren (sur un scénario de Lawrence Durrell), Kim Novak, Glenda Jackson (et Murray Head !) dans Un dimanche comme les autres, de John Schlesinger, Liv Ullmann en Christine de Suède... À la ville, outre ses trois épouses, dont la première est la ballerine russe Tamara Tchinarova, il séduit notamment Kay Kendall (sa partenaire dans Simon et Laura en 1955) et Mai Zetterling.   
Finch a interprété quelques-uns de ses meilleurs rôles sous la direction de Jack Clayton (Le Mangeur de citrouilles sur un scénario de Harold Pinter), Robert Aldrich (Le Vol du Phœnix), Sidney Lumet (un prédicateur halluciné et télévisé) et, bien sûr, Schlesinger. Après avoir incarné Oscar Wilde en 1960, il prête ses traits à Yitzhak Rabin dans son dernier film en 1977.

### Mort
Il meurt le 14 janvier 1977 à Beverly Hills d'une crise cardiaque.

## Filmographie sélective
- 1938 : Dad and Dave Come to Town de Ken G. Hall : Bill Ryan
- 1939 : Mr. Chedworth Steps Out de Ken G. Hall : Arthur Jacobs
- 1941 : The Power and the Glory (en) de Noel Monkman (en) : Frank Miller
- 1944 : Red Sky at Morning (en) de Hartney Arthur (en) :  Micheal
- 1944 : The Rats of Tobruk de Charles Chauvel : Peter Linton
- 1946 : A Son Is Born (en) d'Eric Porter : Paul Graham
- 1949 : Eureka Stockade (en) d'Harry Watt : Humffray
- 1949 : Le Train du destin (Train of Events) (segment The Actor) de Basil Dearden : Philip
- 1950 : L'Histoire des Miniver (The Miniver Story) de H. C. Potter : l'officier de police
- 1950 : Le Cheval de bois (The Wooden Horse) de Jack Lee : l'Australien à l'hôpital
- 1952 : Robin des Bois et ses joyeux compagnons (The Story of Robin Hood and His Merrie Men) de Ken Annakin :  Shérif de Nottingham
- 1954 : La Piste des éléphants (Elephant Walk)  de William Dieterle : John Wiley
- 1954 : Détective du bon Dieu (Father Brown)  de Robert Hamer : Gustave Flambeau
- 1955 : L'Armure noire (The Dark Avenger) d'Henry Levin : comte de Ville
- 1955 : Ma vie commence en Malaisie (A Town Like Alice) de Jack Lee
- 1955 : Passage Home de Roy Ward Baker, rôle du capitaine Lucky Ryland
- 1956 : La Bataille du Rio de la Plata (The Battle of the River Plate) de Michael Powell et Emeric Pressburger : capitaine Langsdorf
- 1959 : Au risque de se perdre (The Nun's Story)  de Fred Zinnemann : Dr Fortunati
- 1960 : Au péril de sa vie (The Sins of Rachel Cade)  de Gordon Douglas : colonel Henry Derode
- 1960 : L'Enlèvement de David Balfour (Kidnapped)  de Robert Stevenson : Alan Breck Stewart
- 1960 : Les Procès d'Oscar Wilde (The Trials of Oscar Wilde)  de Ken Hughes & Irving Allen : Oscar Wilde
- 1961 : Pas d'amour pour Johnny (No Love for Johnnie) de Ralph Thomas
- 1962 : Choc en retour (I thank a fool)  de Robert Stevens : Stephen Dane
- 1963 : Dans la douceur du jour (In the Cool of the Day) de Robert Stevens : Murray Logan
- 1964 : La Fille aux yeux verts (Girl with Green Eyes)  de Desmond Davis : Eugene Gaillard
- 1964 : Le Mangeur de citrouilles (The Pumpkin Eater)  de Jack Clayton : Jake Armitage
- 1965 : Le Vol du Phénix (The Flight of the Phoenix)  de Robert Aldrich : capitaine Harris
- 1966 : Dix Heures et demie du soir en été (10:30 P.M. Summer)  de Jules Dassin : Paul
- 1966 : Judith  de Daniel Mann : Aaron Stein
- 1967 : Loin de la foule déchaînée (Far from the Madding Crowd)  de John Schlesinger : William Boldwood
- 1968 : Le Démon des femmes (The Legend of Lylah Clare) de Robert Aldrich : Lewis Zarken
- 1969 : La Tente rouge (Krasnaya palatka)  de Mikhaïl Kalatozov : général Umberto Nobile
- 1971 : Un dimanche comme les autres (Sunday bloody sunday)  de John Schlesinger : Dr Daniel Hirsh
- 1972 : Something to Hide (en) d'Alastair Reid : Harry
- 1973 : Les Horizons perdus (Lost horizon) de Charles Jarrott : Richard Conway
- 1973 : Les Rapaces du Troisième Reich ou Le Financier (England made me) de Peter Duffell : Erich Krogh
- 1973 : Bequest to the Nation de James Cellan Jones : amiral Nelson
- 1974 : The Abdication d'Anthony Harvey, cardinal Azzolino
- 1976 : Network (Main basse sur la télévision)  de Sidney Lumet : Howard Beale
- 1977 : Raid sur Entebbe (Raid on Entebbe) (téléfilm) d'Irvin Kershner : Yitzhak Rabin

## Distinctions
- 1971 : Nommé à l'Oscar du meilleur acteur - Un dimanche comme les autres (Sunday bloody sunday)
- 1977 : Oscar du meilleur acteur - Network (à titre posthume)
- 1977 : Golden Globe du meilleur acteur dans un film dramatique - Network (à titre posthume).

## Voix françaises
- Roger Rudel (1921-2008) dans :

- La piste des éléphants
- Au risque de se perdre
- Au péril de sa vie
- Jean-Claude Michel (1925-1999) dans :

- Choc en retour
- Raid sur Entebe
- Jean Davy (1911-2001) dans :

- Le vol du phénix
- René Arrieu (1924-1982) dans :

- Judith
- Loin de la foule déchainée
- Le démon des femmes
- La tente rouge
- Marc Cassot (1923-2016) dans :

- Un dimanche comme les autres
- Michel Vitold (1914-1994) dans :

- Main basse sur la télévision